# Пекин (гостиница, Москва)
«Пеки́н» — четырёхзвёздочный отель в Москве, представляет собой гостинично-офисный комплекс, а само здание признано историческим памятником архитектуры сталинского классицизма. Расположен в центре города на пересечении двух центральных магистралей — Садового кольца и Тверской улицы. Здание построено в 1939—1958 годах по проекту архитектора Д. Н. Чечулина.

## История
Первоначально здание, заложенное в 1939 году на пересечении Садового кольца и планируемой в соответствии с Генпланом 1935 года Ново-Тверской магистрали, предназначалось для размещения Главного управления лагерей (ГУЛАГ) НКВД СССР и ведомственной гостиницы при нём. Проект выполнил архитектор Дмитрий Чечулин, занимавшийся с конца 1930-х годов проектированием всего ансамбля площади Маяковского, высотной доминантой которой должно было стать здание НКВД. К началу Великой Отечественной войны стены здания были возведены почти на полную высоту, а затем строительство заморозили на более чем 10-летний период. После окончания войны Чечулин несколько раз перерабатывал проект под разные нужды, пока в 1954 году не было принято решение о перепрофилировании здания под обычную гостиницу. Первые постояльцы заселились в гостиницу в 1956 году, но полностью в эксплуатацию здание ввели в 1958 году — почти через двадцать лет после начала строительства.
Гостиница «Пекин» призвана была символизировать дружбу между Советским Союзом и Китаем. Она изначально считалась гостиницей повышенного уровня. На 11 этаже были расположены дорогие эксклюзивные номера, высота потолка которых составляла 6 метров.
Точное время открытия гостиницы «Пекин» неизвестно. Официальная дата сдачи в эксплуатацию — 1956 год, по свидетельствам современников гостиница начала функционировать в 1958 году, но в подшивке прессы тех лет нет ни одного упоминания об открытии гостиницы. Это может быть связано с двумя причинами. Во-первых, изначально это здание предполагалось использовать как административное, с ведомственными гостиничными помещениями, но, пока гостиница строилась, влияние этих самых ведомств ослабло. Высокие потолки, лепнина, использование ценной древесины, гранита и мрамора делало гостиницу по-настоящему элитным отелем советского времени. Так оно и было: этот комплекс считался «штатной» гостиницей КГБ СССР. Вторая причина, которая может объяснить молчание вокруг открытия гостиницы, кроется в том, что на момент создания проекта и начала строительства отношения СССР и Китая были дружескими и тёплыми, а к середине 50-х годов резко охладели.

## Ресторан «Пекин»
15 декабря 1955 года, согласно решению Исполкома Моссовета, предписывалось «открыть в первом этаже здания гостиницы ресторан с китайской кухней и кафе при нём».
Ресторан работал в гостинице на протяжении всего времени её существования и до начала 90-х. Это было единственное место в Москве с китайской кухней.
Первоначально ресторан содержал два основных зала: зал русской кухни и китайской кухни. Китайский зал отличался богатым убранством: ручная роспись на стенах и колоннах с применением только натуральных красителей (напр. красный — бычья кровь), деревянные панели и ширмы ручной работы, выполненные в технике «маркетри», картины на стенах — роспись по китайскому шелку, китайские вазы и статуэтки. Некоторые сохранившиеся предметы интерьера ресторана до сих пор бережно хранятся в архивах гостиницы.

## Часы
Обращают на себя внимание гигантские часы, которые находятся в башенной части здания. И хотя строительные работы самого здания продолжались вплоть до 1955 года, официальной датой рождения часов принято считать 1949-й год.
Изначально часы были маятниковыми. Более пятидесяти лет они работали исправно. Но в 2002 году стрелки на циферблате замерли. Устранить поломку своими силами не удалось, как не удалось и найти специалистов, которые могли бы починить маятниковые часы такого размера. Нашли компромиссное решение — установить электронный блок. Замена была проведена быстро, и уже через две недели часы заработали снова. Полностью демонтировать механическую часть часов не стали. Старый механизм и сейчас украшает часы с обратной стороны.